# 馮弘圖
馮弘圖（？—1648年），寧國府宣城縣人，南明軍事人物。

## 生平
馮弘圖曾是史可法的書記，於隆武二年（1646年）在天興府鄉試考中舉人，永曆元年（1647年）假借史可法名義奉堵陽王朱在起兵號召江北，張道人、謝克均因此事被執殺。次年（1648年）金聲桓反正，高弘圖也收復英山、霍山、六安，包圍廬州，人們都說史可法尚生存；周損等人聞風在池州起兵，王而富響應他們。同時，無為同知李斅沅、知縣吳光㝉，巢縣諸生葉士章，祖謙培及子錫範、祖敷、錫鮑、宗畢、唐浩、吳道登、趙蒙亨，無為諸生沈士簡、沈志一、盧應爵、王乾生、蕭鳳鳴、刑虎、吳張胤、傅𫾻赤、傅𫾻經、丁岳光、高泰徵、劉廷建、吳瑞胤、吳瑞圖、吳祚胤都因為收復城池而死，他前往廬江打算東下，但大量清兵攻至，他就此戰死，戴移孝逃走，王而富、蔣懋修、鍾武、宋正卿遭擒殺。

## 引用
1. 1 2  錢海岳《南明史·卷六十一·列傳第三十七》：（馮）弘圖，宣城人。可法書記。隆武二年，舉天興鄉試。永曆元年三月，亦假可法名，奉堵陽王在連起兵號召江北，張道人、謝克均執死。
2. ↑  錢海岳《南明史·卷六十一·列傳第三十七》：金聲桓反正，弘圖亦復英、霍、六安，圍廬州，大江南北欣然謂可法尚存。周損等聞風起池州，王而富應之。無為同知李斅沅、知縣吳光㝉，巢縣諸生葉士章，祖謙培及子錫範、祖敷、錫鮑、宗畢、唐浩、吳道登、趙蒙亨，無為諸生沈士簡、沈志一、盧應爵、王乾生、蕭鳳鳴、刑虎、吳張胤、傅𫾻赤、傅𫾻經、丁岳光、高泰徵、劉廷建、吳瑞胤、吳瑞圖、吳祚胤，皆以復城死。弘圖進去廬江，將順流東下，清兵大至，戰死，戴移孝走，而富、蔣懋修、鍾武、宋正卿執死。